# دنیاگیری کووید-۱۹ در استان بوشهر
۳ نفر از نخستین موارد تأیید شده از دنیاگیری جهانی بیماری کروناویروس ۲۰۱۹ در استان بوشهر در تاریخ ۱۵ اسفند ۱۳۹۸ گزارش شد. از ابتدای شیوع بیماری تا ۱۳ خرداد ۱۳۹۹ ابتلای ۱۲۶۰ نفر به این ویروس در این استان گزارش شده‌است که از این تعداد ۵۳۸ نفر بهبود یافته و ۱۷ نفر هم جان باخته‌اند.
استان بوشهر آخرین استان در ایران بود که نخستین مورد ابتلای به ویروس در آن گزارش شد.

## آمار شهرستان‌ها
آمار مبتلایان گزارش شده در تاریخ ۱۵ خرداد ۱۳۹۹ به تفکیک شهرستان‌ها:
| ردیف | شهرستان | موارد تأییدشده | اولین گزارش بیماری |
| ---- | ------- | -------------- | ------------------ |
| ۱    | بوشهر   | ۶۸۲            | ۱۳۹۸/۱۲/۱۵         |
| ۲    | دشتستان | ۳۲۴            | ۱۳۹۸/۱۲/۱۵         |
| ۳    | کنگان   | ۶۶             | ۱۳۹۸/۱۲/۲۹         |
| ۴    | گناوه   | ۱۱۸            | ۱۳۹۸/۱۲/۱۸         |
| ۵    | دشتی    | ۴۲             | ۱۳۹۸/۱۲/۲۸         |
| ۶    | تنگستان | ۶۱             | ۱۳۹۸/۱۲/۲۶         |
| ۷    | عسلویه  | ۵۳             | ۱۳۹۸/۱۲/۱۶         |
| ۸    | جم      | ۶۵             | ۱۳۹۸/۱۲/۲۵         |
| ۹    | دیر     | ۴۵             | ۱۳۹۹/۰۱/۲۱         |
| ۱۰   | دیلم    | ۶۱             | ۱۳۹۸/۱۲/۲۰         |